# 竹内未来
竹内 未来（たけうち みっく、本名同じ、7月4日 - ）は、日本の漫画家。女性。愛知県出身。旧・ペンネームは海月未来。
デビュー直後は海月未来名義にて別冊少女コミック（小学館）を中心に連載。その後、竹内未来に改名してからは『サスペリア』や、『月刊プリンセス』、『プリンセスGOLD』など秋田書店の少女誌での連載が多い。不思議な力を持つ主人公が登場するファンタジー作品を中心に執筆。代表作は『女王様の犬』、『縛り屋小町』など。

## 作品リスト
- PINKトルネ－ド（1997年、別冊少女コミック、小学館） - 海月未来名義の作品。
- 妖姫くれない（1998年、月刊ASUKA、角川書店）
- 賢者は眠る（1999年 - 2003年、サスペリア、サスペリアミステリー、秋田書店） - 単行本2巻（秋田書店）
- 女王様の犬（2000年 - 2006年、月刊プリンセス、プリンセスGOLD、秋田書店） - 単行本全11巻（秋田書店）
- 絶対服従（2000年、サスペリア） - 読切作品。同名の短編集『絶対服従 - 5つの恋にとらわれる -』に収録。
- 縛り屋小町（2006年 - 2010年、プリンセスGOLD、秋田書店） - 単行本全8巻（秋田書店）
- HONEY×BULLET（2011年 - 2012年、プリンセスGOLD、秋田書店） - 単行本発売中（秋田書店）
- 蜜夜の薔薇にくちづけを（2018年 - 、季刊ル・ノエル、宙出版） - 単行本2巻発売中（宙出版）

### アンソロジー
- 東日本大震災チャリティー漫画本 PARTY! HANA[注 1][1]（2011年8月5日発売[2]、メディアパル、ISBN 978-4-89610-201-7）
  - HONEY×BULLET〜THE MAN IN MAZE〜[3]